# 圣莫代福塞
圣莫代福塞（法語：Saint-Maur-des-Fossés，法語發音：[sɛ̃ mɔʁ de fose] ⓘ）是法国法兰西岛大区马恩河谷省的一个市镇，位于该省中东部，巴黎东南部郊区，属于克雷泰伊区。圣莫代福塞是巴黎郊区重要的中产阶级居民区。

## 地名
“圣莫代福塞”当中的“福塞”（Fossés）在法语中意为“沟壑”，来源于流经该市镇马恩河。

## 地理
圣莫代福塞（48°48'9"N, 2°29'8"E）面积11.25 平方千米，位于法国法蘭西島大區马恩河谷省，该省份为法国北部内陆省份，毗邻巴黎。
与圣莫代福塞接壤的市镇（或旧市镇、城区）包括：邁松阿爾福、布里地区叙西、马恩河畔博讷伊、马恩河畔谢讷维耶尔、茹安维尔勒蓬、马恩河畔尚皮尼、克雷泰伊。
圣莫代福塞的时区为UTC+01:00、UTC+02:00（夏令时）。

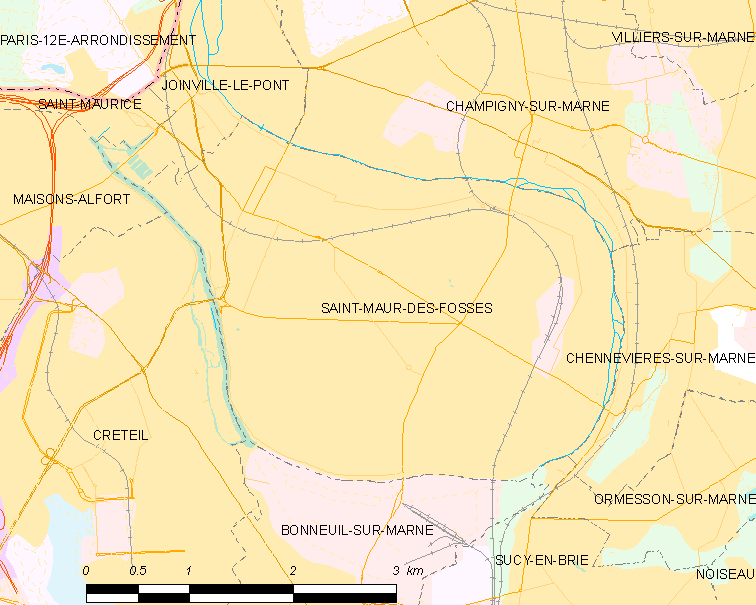
圣莫代福塞的OSM定位图

## 行政
圣莫代福塞的邮政编码为94210、94100，INSEE市镇编码为94068。

## 政治
圣莫代福塞所属的省级选区为圣莫代福塞第一县、圣莫代福塞第二县。

## 人口

1962-2008年间圣莫代福塞人口变化图示

圣莫代福塞于2022年1月1日时的人口数量为76010人。